# Lépilémur à pattes blanches
Lepilemur leucopus
Espèce
Statut de conservation UICN

 EN B1ab(i,iii,v) : En danger
Statut CITES
Le lépilémur à pattes blanches (Lepilemur leucopus) est un primate appartenant à la famille des Lepilemuridae et endémique de Madagascar.

## Description
C'est le plus petit des Lépilémurs. Il a une longueur corps et tête de 18 à 21 centimètres et une longueur de la queue de 23 à 25 cm. Son poids est autour de 0,5 à 0,6 kg. Son pelage est gris clair sur le dessus, les épaules, les bras et les cuisses peuvent avoir une légère teinte brunâtre. La gorge, le ventre et le bout des pattes sont blanc à gris, cette couleur peut s'étendre sur les flancs. La tête arrondie est grise, les grandes oreilles rondes ont de petites touffes de poils blancs à l'arrière. Les grands yeux sont entourés de gris, blanc, etc.

## Distribution et habitat

Répartition géographique

Il habite l'extrême sud de Madagascar, en bordure de savanes et de forêts de Didiereaceae.

## Comportement
Comme tous les Lépilémurs, c'est un animal nocturne qui dort le jour dans des cavités d'arbres ou dans la végétation luxuriante. Il occupe un territoire relativement faible de 0,2 à 0,4 hectare. Pour ses congénères de même sexe, il marque son territoire par ses cris, le territoire d'un mâle peut, cependant, chevaucher le territoire de une ou plusieurs femelles. Parfois, un mâle et une femelle dorment ensemble mais ils vont en quête de nourriture séparément.

## Alimentation
Leur régime alimentaire se compose principalement de feuilles, éventuellement de bourgeons, de fleurs et de fruits. La faible valeur nutritive de ces aliments fait qu'il a de longues périodes d'inactivité, en particulier pendant la saison sèche ou selon les conditions météorologiques.

## Reproduction
Entre octobre et novembre, la femelle donne naissance, après environ 130 jours de gestation, à un seul petit.